# Obersoultzbach
Obersoultzbach település Franciaországban, Bas-Rhin megyében. Lakosainak száma 389 fő (2022. január 1.). Obersoultzbach Bouxwiller, Ingwiller, Niedersoultzbach, Weinbourg és Weiterswiller községekkel határos.

## Népesség
A település népességének változása:
| Lakosok száma | 422  | 433  | 435  | 433  | 421  | 409  | 397  | 393  | 389  |
|               | 2013 | 2015 | 2016 | 2017 | 2018 | 2019 | 2020 | 2021 | 2022 |